# دعواي لات (أملش الجنوبي)
دعواي لات (بالفارسية: دعوای لات) هي قرية تقع في إيران في غيلان. يقدر عدد سكانها بـ 320 نسمة بحسب إحصاء 2016.